# Jonathan Miles (Schriftsteller, 1952)
Jonathan Miles (geboren 1952) ist ein britischer Kunsthistoriker und Schriftsteller.

## Leben
Jonathan Miles wuchs in den USA, in Kanada und in Großbritannien auf. Er studierte am University College  London und wurde am Jesus College (Oxford) promoviert. Er arbeitet seither als freischaffender Autor und hielt sich in verschiedenen Ländern auf.
Miles schrieb Bücher über den Poeten David Jones und den Aufenthalt von Jones beim  Künstler Eric Gill im walisischen Künstlerdorf Capel-y-ffin. 2007 folgte ein Buch über den Untergang des französischen Kriegsschiffs Medusa und das berühmte Bild. 2010 veröffentlichte er eine Studie über den 1952 in der Tschechoslowakei hingerichteten Kommunisten Otto Katz.  

## Werke (Auswahl)
- Backgrounds to David Jones: A Study in Sources and Drafts. Cardiff: University of Wales Press, 1990
- Eric Gill & David Jones at Capel-y-ffin. Bridgend: Seren Books, 1992
- Jonathan Miles; Derek Shiel: David Jones: The Maker Unmade. Bridgend: Seren Books, 1995
- The wreck of the Medusa. New York: Grove Press, 2007 ISBN 978-0-8021-4392-1
- The Nine Lives of Otto Katz. The Remarkable True Story of a Communist Super-Spy. London: Bantam Press, 2010
- St. Petersburg : madness, murder, and art on the banks of the Neva. New York: Pegasus Books, 2018
- Once Upon a Time World: The Dark and Sparkling Story of the French Riviera. Atlantic, New York 2023, ISBN 978-1-83895-341-6.